# János Bán
János Bán [Jánoš Bán] (* 4. října 1955 Ráb) je maďarský herec, v českých zemích známý zejména jako závozník Otík z komedie Vesničko má středisková.

## Život
Vystudoval Vysokou školu dramatických umění v Budapešti u uznávaného režiséra, profesora Istvána Horvaiho. V letech 1975 až 1983 působil v několika oblastních divadlech, dále pak v Národním divadle v Pécsi, v divadle Kisfaludi v Győri a Szigligeti Színház v Szolnoku. Od roku 1983 je stálým členem divadla Katona József Színház v Budapešti. Je to všestranný herec, který dokáže ztvárnit charakterní, komické i tragikomické postavy. Jako filmový herec debutoval v roce 1979 v roli osamělého mladíka, který si hledá místo ve společnosti, v psychologickém dramatu Každou středu (Minden szerdán). V roce 1985 jej proslavila postava Otíka ve slavném filmu Jiřího Menzela Vesničko má středisková, nominovaném na Oscara. Od té doby je vyhledávaným filmovým i divadelním hercem. V roce 1987 získal cenu Jászai Mari a je také nositelem titulu zasloužilý umělec (1997).

## Filmografie
- 1979 Minden szerdán (Každou středu), režie Lívia Gyarmathyová (István Csürös)
- 1980 Koportos, režie Lívia Gyarmathyová
- 1981 Kabala, režie János Rózsa
- 1984 Eszmélés (Procitnutí), režie Ferenc Grunwalsky
- 1985 Falfúró (Vrtač stěn), režie György Szomjas
- 1985 Vesničko má středisková (Otík Rákosník), režie Jiří Menzel
- 1986 Hajnali háztetők (Střechy za úsvitu), režie János Dömölky
- 1986 Utolsó kézirat (Poslední rukopis), režie Károly Makk
- 1987 Víkend za milión (Emil Ambróz)
- 1988 Red Heat [Rudé horko] (důstojník)
- 1988 Küldetés Evianba (Mise do Evianu), režie Erika Szantó
- 1989 Kicsi, de nagyon erős (Malý, ale silný), režie Ferenc Grunwalsky
- 1991 Sztálin menyasszonya (Stalinova nevěsta), režie Péter Bacsó
- 1992 Kutyabaj (Daň za psa), režie László Sántha
- 1992 Ördög vigye (Čert to vem!), režie Róbert Pajer
- 1993 Rúzs [Růž], režie Robert-Adrian Pejo
- 1994 A brooklyni testvér (Bratr z Brooklynu), režie Péter Gárdos
- 1994 Albert, Albert, režie Jaroslav Rihák
- 1995 Csajok (Děvčata), režie Ildikó Szabóová
- 1997 Modré z nebe, režie Eva Borušovičová (Jozef)
- 1998 Presszó (Gyilkos)
- 1999 Homecoming
- 2001 A szivárvány harcosa
- 2003 Rinaldó
- 2005 Fateless (Apa)
- 2005 Történetek az elveszett birodalomból (Apa)
- 2006 Mansfeld (Bán)
- 2006 Budakeszi srácok (Berecz Ede)
- 2007 Dolina (Kosztin)
- 2007 The Sun Street Boys (ÁVH Man)
- 2008 Tiny but Hard… Struggles of Mine (Kornél's father)
- 2010 As You Are (Angelov)
- 2011 El ángel de Budapest (Farkas)
- 2015 Liza the Fox-Fairy (Szívtipró)